# International Music Score Library Project

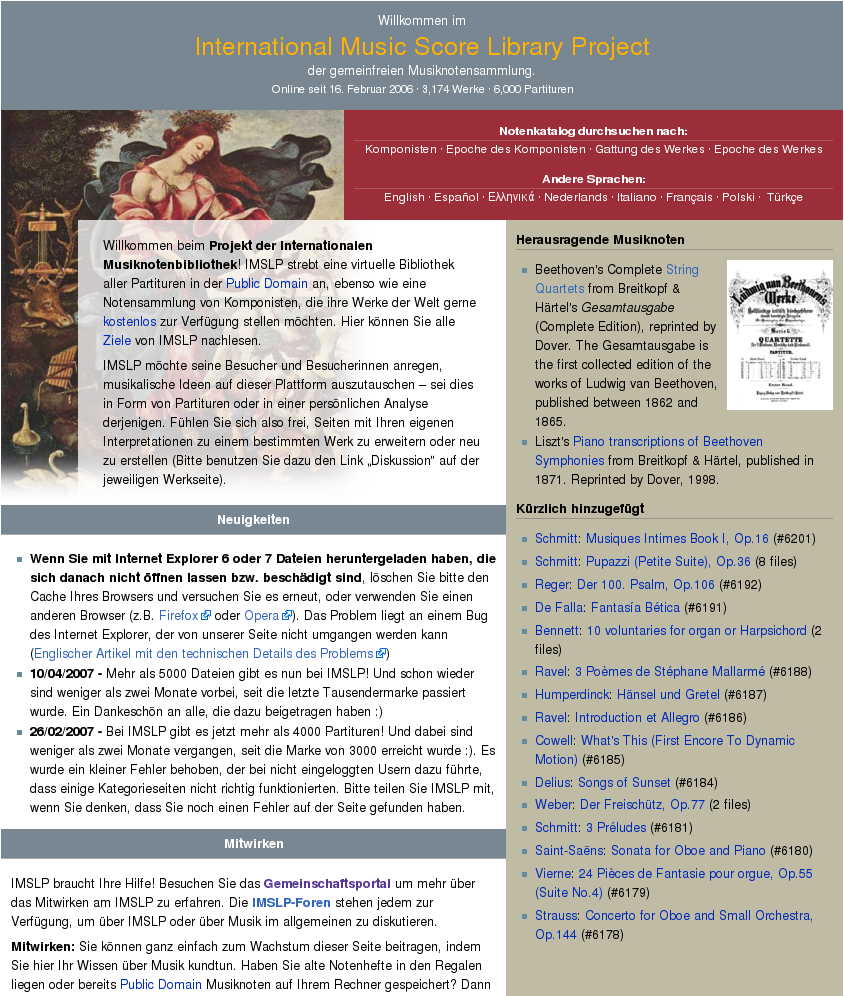
Hauptseite des IMSLP (Mai 2007)

Das International Music Score Library Project (IMSLP, deutsch Internationales Notenbibliothek-Projekt), seit Juli 2008 auch mit dem Untertitel Petrucci Music Library, Ottaviano Petrucci gewidmet, ist ein Projekt zur Schaffung einer Online-Bibliothek für gemeinfreie (public domain) Musiknoten (Free Sheet Music). Das IMSLP wurde von Edward W. Guo, einem Musikstudenten des New England Conservatory of Music, gegründet. Es arbeitet nach dem Wiki-Prinzip und mit der Software MediaWiki. Seitdem es am 16. Februar 2006 veröffentlicht wurde, luden seine Nutzer bis November 2023 über 225.000 Werke (735.000 Notendateien) von über 27.000 Komponisten hoch. Es enthält zudem mehr als 80.000 Audioaufnahmen. Die Datenbank ist die größte Online-Sammlung freier und kostenloser Musiknoten.
Am 27. Dezember 2015 kündigte Edward W. Guo an, dass ein Bezahlsystem auf Subskriptionsbasis eingeführt wird. Seither ist das Herunterladen von PDF-Dateien nur nach einer Wartezeit von 15 Sekunden möglich. Diese Wartezeit soll laut Guo den Nutzer zum Nachdenken darüber anregen, dass der Betrieb eines kostenlosen Angebots Geld kostet und zu wenig Spenden eingehen, um den Bestand der auf IMSLP verfügbaren Noten zu sichern. Zu dieser Änderung angeregt wurde der IMSLP-Gründer angeblich auf der internationalen Konferenz der Musikbibliotheken (IAML/IMS) im Juni 2015. Zur Verteidigung der Einführung einer kostenpflichtigen Mitgliedschaft verweist er darauf, dass Noten immer noch ohne Bezahlung heruntergeladen werden könnten und Personen, die sich deutlich für IMSLP engagieren, eine kostenlose Mitgliedschaft angeboten wird. Die Neuerung wurde zum Teil mit Bedauern zur Kenntnis genommen und auch inhaltlich kritisiert.

## Hintergrund
Das IMSLP enthält hauptsächlich Scans alter Notenausgaben, die nicht mehr dem Copyright unterliegen, anders als das Mutopia-Projekt, welches ausschließlich neu am Computer gesetzte Noten enthält. In einzelnen Fällen kann das Copyright bzw. Urheberrecht nur in den Vereinigten Staaten oder in Kanada ausgelaufen sein, nicht jedoch in anderen Ländern. Das Projekt ist auch aus musikwissenschaftlicher Sicht von Interesse, da oft mehrere unterschiedliche, teils historische Ausgaben eines Werkes zur Verfügung stehen.
Neben gemeinfreien Noten sind auch solche von zeitgenössischen Komponisten zugelassen, die unter einer Creative-Commons-Lizenz stehen. Musikalischer Gedankenaustausch in den Diskussionsseiten zu den einzelnen Musikstücken ist explizit erwünscht. Ein mehrsprachiges Diskussionsforum steht ebenfalls zur Verfügung.
Eines der Hauptprojekte von IMSLP war das Sortieren und Hochladen der vollständigen Werke Johann Sebastian Bachs in der Ausgabe der alten Bach-Gesellschaft (1851–1899). Am 3. November 2008 wurde dieses Projekt für abgeschlossen erklärt.
Im Oktober 2007 schloss der Gründer des Projekts die Website vorläufig, nachdem er eine Unterlassungsaufforderung der Universal Edition Wien erhalten hatte, die ihr Urheberrecht verletzt sah. Seit dem 30. Juni 2008 wird das Projekt in Trägerschaft von Project Petrucci LLC mit Sitz in Wilmington, Delaware fortgesetzt.
Im Juli 2010 wurde das Projekt IMSLP EU in Betrieb genommen. Das eigenständige Projekt nutzt Server mit EU-Standorten. Dadurch können europäische Besucher Dateien aufrufen, die zwar in Europa, aber nicht in Kanada oder in den USA rechtefrei sind.